# Nederlandsche Spaarkas

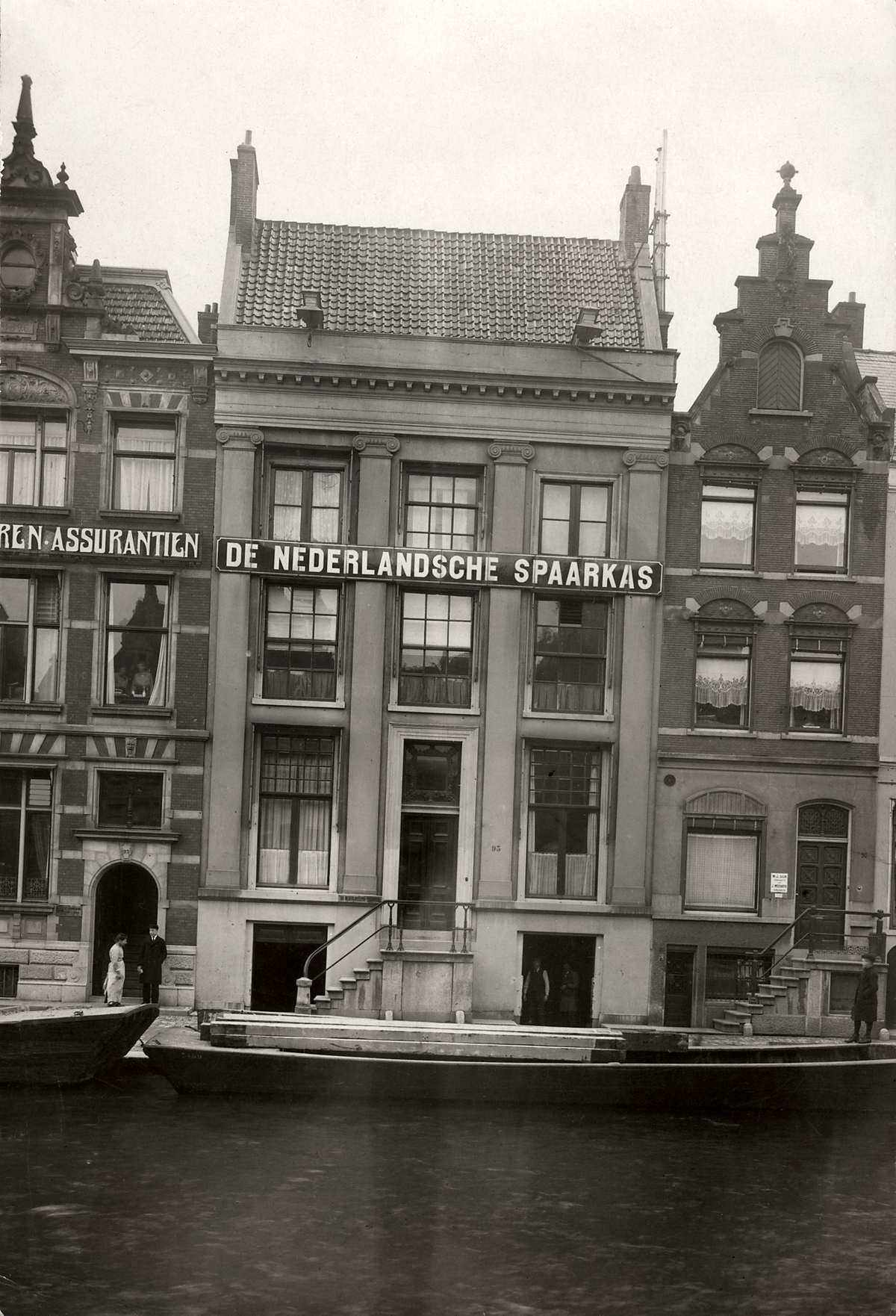
De Nederlandsche Spaarkas in 1916.

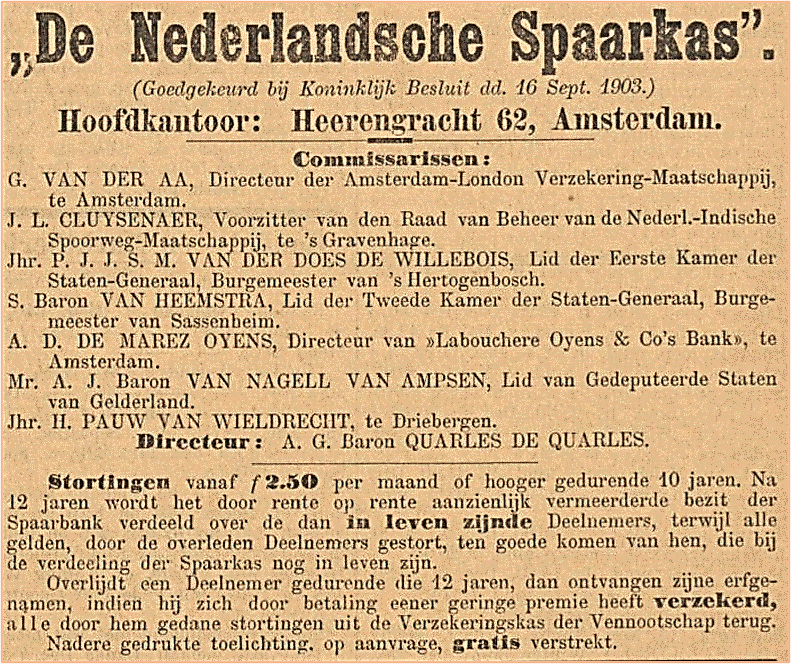
Advertentie De Nederlandsche Spaarkas 1903

De naamloze vennootschap De Nederlandsche Spaarkas werd in Amsterdam opgericht op 25 september 1903. Het was de eerste spaarkasonderneming in Nederland die als doel had het vormen en beheren van gemeenschappelijke spaarkassen gebaseerd op het tontinesysteem  en daarnaast het verzekeren tegen het verlies van het gestort kapitaal, dat de deelnemers aan die spaarkassen lijden bij hun eventueel voortijdig overlijden 
In 1953 kocht de Nationale Levensverzekering-Bank de aandelen van de N.V. De Nederlandsche Spaarkas, die onder eigen naam en eigen directie (Haitsma Mulier) werd voortgezet. De Nationale Levensverzekering-Bank fuseerde in 1963 met De Nederlanden van 1845 tot Nationale-Nederlanden en binnen dit concern werd in 1986 de spaarkasportefeuille overgenomen door SWS Maatschappij voor Verzekerd Sparen en ging de N.V. De Nederlandsche Spaarkas in liquidatie.

## Bestuur
De raad van commissarissen bestond bij de oprichting uit zeven leden. De eerste directeur werd A. G. baron Quarles de Quarles, kandidaat-notaris en een van de oprichters. Hij vertrok in 1913 naar een andere werkkring en werd opgevolgd door mr. J. M. Ch. E. le Rütte, oud-rechterlijk ambtenaar in Nederlands-Indië. Deze overleed in maart 1926 en zijn opvolger werd A.F.A. graaf van Hogendorp (1901-1940), die twee maanden eerder al was benoemd tot mededirecteur. Van Hogendorp vroeg per 1 juli 1938 ontslag en dat werd hem eervol verleend en tegelijk werd hij benoemd tot adviseur van het bedrijf. Hij werd opgevolgd door J. H. P. V. Haitsma Mulier (1906-1996), die sinds 1931 voor het bedrijf werkte en in 1933 was benoemd tot directiesecretaris.
 
Haitsma Mulier werd als directiesecretaris opgevolgd door Willem Maurits de Brauw, die in 1943 stierf in Duits gevangenschap. Haitsma Mulier beschreef in zijn dagboek de meidagen van 1940 zoals hij die als militair, gelegerd bij Sint-Michielsgestel, had meegemaakt.

In 1962 werd Haitsma Mulier benoemd tot lid van de Verzekeringskamer en werd hij bij de Nederlandsche Spaarkas opgevolgd door mr. D. Putman Cramer.

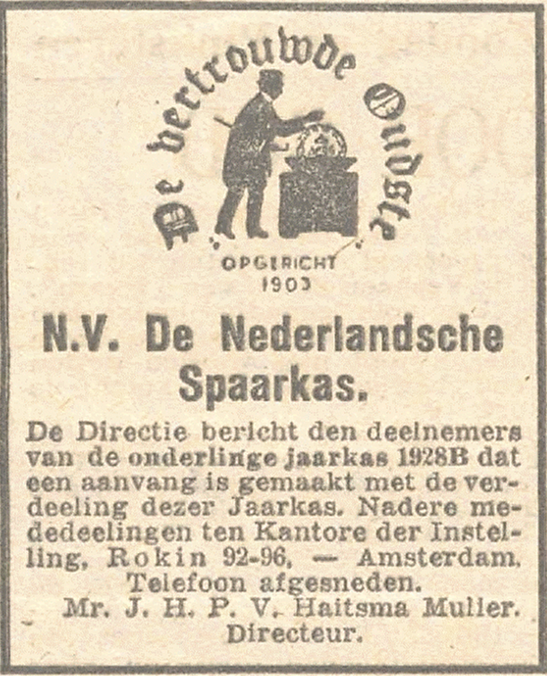
advertentie oktober 1944

## Kantoren
Het hoofdkantoor was bij de oprichting gevestigd in het pand Heerengracht 62. In 1906 verhuisde men naar Rokin 95, in 1921 naar Keizersgracht 244, in 1931 naar Rokin 92-96 (gebouw De Rijnstroom), in 1958 naar Dam 4 en in 1978 naar Muntplein 2. Bijkantoren waren er in Den Haag en voor Nederlands-Indië in Bandoeng.

Al in 1905 opende H. Volten het kantoor in Bandoeng en in 1914 werd W. R. Hartkamp directeur van het bijkantoor. In oktober 1919 stopte De Nederlandsche Spaarkas met acquisitie in Nederlands-Indië en begon de afwikkeling van de nog lopende kassen. De deelnemers van die kassen voelden zich benadeeld door de manier waarop de afwikkeling plaatsvond. Ondertussen hadden per 1 februari 1920 Hartkamp en Volten De Nieuwe Nederlandsche Spaarkas opgericht, die zich tot Nederlands-Indië beperkte. Men bood het hoofdkantoor in Amsterdam aan de liquidatie van de lopende kassen over te nemen, maar dat werd geweigerd. De Nieuwe Nederlandsche Spaarkas leed verliezen en ging in januari 1925 failliet.

## Eerdere Nederlandsche Spaarkassen
Het lidwoord De in de naam De Nederlandsche Spaarkas onderscheidde deze spaarkasonderneming van andere bedrijven die Nederlandsche Spaarkas in hun naam voerden, maar een tegengestelde doelstelling hadden: goederen  verkopen op afbetaling ofwel sparen achteraf. Zo was er in 1884 in Rotterdam de Algemeene Nederlandsche Spaarkas, een bedrijf dat meubels, manufacturen etc. verkocht op wekelijkse afbetaling. In 1899 was er in Amsterdam de Nederlandsche Spaarkas die huishoudelijke artikelen, luxe artikelen en kleding op afbetaling verkocht. Dit bedrijf veranderde de officiële naam in Nederlandsche Spaar- en Voorschotkas, maar in de advertenties bleef men de oude naam gebruiken. In datzelfde jaar bleek eveneens in Amsterdam de Eerste Nederlandsche Spaarkas actief, die kunsttanden en gebitten op afbetaling leverde: wekelijks vijf cent per tand in goud gezet met drie jaar garantie.